# Marko Ruždjak
Marko Ruždjak (Zagreb, 9. srpnja 1946. – Zagreb, 23. veljače 2012.), bio je hrvatski skladatelj i akademik, redoviti član Hrvatske akademije znanosti i umjetnosti umjetnosti u Razredu glazbenu umjetnost i muzikologiju. Autor je brojnih djela kojemu zbog osebujne skladateljske estetike pripada posebno i izdvojeno mjesto u hrvatskoj suvremenoj glazbi.

## Životopis
Rodio se 9. srpnja 1946. u Zagrebu. Na Muzičkoj akademiji u Zagrebu završio je studij klarineta (diplomirao 1968.) i kompozicije (Milo Cipra – diplomirao 1972.). Specijalizirao je kompoziciju u Parizu i Kölnu. Od 1969. do 1973. bio je urednikom izdanja Koncertne direkcije Zagreb, a od 1974. do 1976. voditeljem u Muzičkom informativnom centru KDZ.
Od 1979. godine predavao je na Muzičkoj akademiji u Zagrebu u Odsjeku za kompoziciju i glazbenu teoriju u zvanju docenta, a od 1991. bio je redoviti profesor. Bio je član Hrvatskog društva skladatelja.
Marko Ruždjak izabran je za člana suradnika 2006. godine, a za redovitog člana Hrvatske akademije znanosti i umjetnosti izabran je 2008. godine u Razredu za glazbenu umjetnost i muzikologiju. Od 2011. godine bio je zamjenikom tajnika Razreda za glazbenu umjetnost i muzikologiju.
Akademik Ruždjak autor je mnogobrojnih solističkih, komornih, zborskih, vokalnoinstrumentalnih i orkestralnih ostvarenja. Veliki dio njegova opusa pripada komornim skladbama, kao da je upravo komorna glazba bila njegov najprirodniji skladateljski prostor. 
Posebno mjesto u njegovu opusu zauzima vokalna glazba u solističkim, komornim i zborskim vrstama.
Kroz proteklih gotovo četiri desetljeća težište njegovog stvaralaštva nalazilo se na intimnijem području solističke i komorne glazbe, a mnogi su istaknuti hrvatski glazbenici-interpreti njegova djela uključili u svoj redoviti repertoar.
Djela akademika Ruždjaka obogatila su hrvatsku suvremenu glazbu te u mnogim prilikama pridonijela i njezinoj prezentaciji u inozemstvu. To su skladbe za komorne ansamble, Hrvatski komorni orkestar, Zagrebačke soliste, Zagrebački puhački kvartet, Kvartet Rucner, Gudački kvartet Sebastijan, Zagrebački kvartet saksofona, Zagrebački trio gitara, Zagrebački puhački trio, Zagrebački duo kontrabasa.
U izvedbi hrvatskih odnosno inozemnih interpreta djela akademika Marka Ruždjaka zaživjela su na koncertnim podijima u Europi, Skandinaviji, SAD, Južnoj Americi, Rusiji, Ukrajini, Japanu, Novom Zelandu i Australiji.
U dva navrata bio je izabran od međunarodnih ocjenjivačkih sudova za sudjelovanje na Svjetskim danima glazbe ISON u Budimpešti 1994. godine i u Stockholmu 1984. godine, a od 1971. do 2005. godine njegove skladbe redovito su se izvodile u okviru Muzičkog bijenala u Zagrebu.
Posebnom razinom skladateljskih dostignuća akademik Marko Ruždjak zauzima mjesto među najistaknutijim predstavnicima hrvatske glazbe, a svojim opusom ostvario je posebno vrijedan i osobit doprinos hrvatskoj glazbenoj kulturi.

## Nagrade i priznanja
Primio je nekoliko nagrada i priznanja među kojima valja istaknuti: 
- Vjesnikovu nagradu za glazbu Josip Slavenski (1977.),
- Godišnju nagradu Vladimir Nazor (1988.),
- Nagradu Međugorje (1995.),
- Nagradu Porin, i to 1996., 1998. i 2000.,
- Nagradu Boris Papandopulo (2004.) i
- Nagradu Hrvatske akademije znanosti i umjetnosti 2008. godine.